# Fuagea
Fuagea là một hòn đảo nhỏ của Tuvalu ở phía tây nam của đảo san hô Funafuti. 
Fuagea (Còn được gọi là Fuakea), là một phần của Khu bảo tồn Funafuti, được thành lập vào năm 1996 với mục đích bảo tồn hệ động thực vật tự nhiên của khu vực.
Lepidodactylus tepukapili là một loài thằn lằn, được tìm thấy ở Fuagea và Tepuka. 